# Jan Merta (malíř)
Jan Merta (* 4. prosince 1952 Šumperk) je český malíř.

## Životopis
Narodil se roku 1952 v Šumperku do rodiny evangelického faráře, kterému byl později odňat tzv. státní souhlas s výkonem duchovní služby a pracoval ve sběrných surovinách. Matka pracovala v Jedličkově ústavu. Dětství strávil v Liberci. Roku 1966 se rodina přestěhovala do Ústí nad Labem, kde bylo otci povoleno vykonávat duchovní službu.
V roce 1968 nastoupil Jan Merta na Střední odbornou školu výtvarnou Václava Hollara v Praze. Po maturitě, v době normalizace, nebyl přijat na žádnou vysokou školu. Žil v Praze a vykonával nejrůznější neumělecká zaměstnání (pracoval například jako hlídač a vrátný v Národní galerii, provozní technik u OPBH, uklízeč). Maloval pouze ve volném čase. V 28 letech byl na třetí pokus přijat na AVU.
Mimo školu se seznamoval s českou neoficiální uměleckou scénou (Čestmír Kafka, Václav Boštík, Stanislav Kolíbal, Adriena Šimotová a další), ve škole ho zajímala především knihovna, kde studoval ze zahraničních časopisů současné světové umění.
„Dílo Jana Merty“...„je v prostoru českého současného umění významně přítomné už od konce 80. let a odborné publikum jej průběžně sleduje se zájmem a respektem. Byť je Jan Merta o několik let starší než jeho někdejší spolužáci z pražské Akademie výtvarných umění (Jiří David, Martin Mainer, Tomáš Císařovský, Petr Nikl či Antonín Střížek), patří logikou svého díla pravě k nim.“
Po absolutoriu krátce živil rodinu restaurováním, od té doby pracuje jako umělec na volné noze. V roce 1990 se stal kmenovým autorem Galerie MXM, jedné z prvních soukromých galerií v Československu (do roku 2002).
V roce 2005 a 2009 získal ocenění Osobnost roku za výtvarný počin roku. Je členem ČAVU. Pravidelně vystavuje v Česku i v zahraničí, je zastoupen v mnoha institucionálních a soukromých sbírkách. Žije a pracuje v Praze a na venkově v Českých Lhoticích. Je ženatý a má dva syny.

## Spolupráce s galeriemi
- 2003 – 2015 Galerie Johnen + Schöttle v Kolíně nad Rýnem (později Galerie Johnen v Berlíně)
- Od roku 2004 Galerie Rüdiger Schöttle v Mnichově
- Od roku 2004 Galerie Martin Janda ve Vídni
- 2014 – 2022 Galerie SVIT v Praze
- Od roku 2010 Galerie Zdeněk Sklenář v Praze

## Samostatné výstavy (výběr)
- 1989 Jan Merta, Obvodní kulturní dům v Praze 6 (KS Blatiny), Praha
- 1991 Jan Merta, Galerie MXM, Praha
- 1992 Kresby, Galerie Na bidýlku, Brno
- 1993 Jan Merta, Galerie MXM, Praha
- 1993 Obrazy 1987 - 1993, Galerie hlavního města Prahy, Staroměstská radnice, Praha
- 1994 Obrazy, Nová síň, Praha
- 1995 Slasti III (s Markem Pokorným), Galerie MXM, Praha
- 1997 Nová krása starých soust, Galerie MXM, Praha
- 1997 Jan Merta, Galerie Jaroslava Krále – Dům umění, Brno
- 1998 „Der Kragen und die Raubtiere“, Galerie Hammer & Herzer, Max-Reger-Halle, Weiden, Germany
- 1998 Dutá slova (s Jiřím Černickým), Galerie Na bidýlku, Brno
- 1998 Milovníci umění, Galerie Václava Špály, Praha
- 1999 Kolonie (s Tomášem Vaňkem), Centrum současného umění, Praha
- 2000 Rozhodčí ve věcech vkusu vystavuje obrazy Jana Merty, Galerie MXM, Praha
- 2000 Jan Merta a Michal Gabriel, Obecní galerie Beseda, Praha
- 2001 Obrazy, Dům umění, České Budějovice
- 2001 Obrazy, Výstavní síň Sokolská 26, Ostrava
- 2002 2000+2 / *1952, AP Atelier, Praha
- 2003 Jan Merta, Galerie Ars, Brno
- 2004 Jan Merta, Galerie kai de kai, Praha
- 2005 Jan Merta, Východočeská galerie, Zámek, Pardubice
- 2005 Intimní kresby, Východočeská galerie, Dům u Jonáše, Pardubice
- 2005 Obrazy 1985-2005 a práce na papíře, Moravská galerie - Pražákův palác, Brno
- 2006 Liberec, Malá výstavní síň, Liberec
- 2006 Jan Merta, Galerie Rüdiger Schöttle, München
- 2006 Jan Merta v prostorách Josefa Pleskota, Smetanova Litomyšl, Litomyšl
- 2006 Jan Merta, Galerie Martin Janda, Wien
- 2007 11 moralities, Galerie na bidýlku, Brno
- 2007 Jan Merta, Jiří Kovanda, Johnen Galerie, Berlin
- 2008 11 Moralities, Galerie Johnen + Schöttle, Köln
- 2008 Jan Merta, Galerie ad astra, Kuřim
- 2009 Výstava, Wannieck Gallery, Brno
- 2010 Na prahu kariéry, Galerie 207, Praha
- 2010 LAOZI, Galerie Zdeněk Sklenář, Praha
- 2010 Jan Merta, Galerie Martin Janda, Wien
- 2010 Geist und Materie, Galerie Rüdiger Schöttle, München
- 2010 Stockhausenova symfonie, Galerie Zdeněk Sklenář, Praha
- 2010 Na papíře 1982-2010, Galerie ARS, Brno
- 2011 Mým Jihomoravanům, Galerie města Blanska, Blansko
- 2011 Liberec III, Topičův salon, Praha
- 2011 Der Frühling ist gekommen, Johnen Galerie, Berlin
- 2012 Příležitosti, Galerie via art, Praha
- 2012 Liberec IV, Galerie U Rytíře, Liberec
- 2012 Mým Pražanům k šedesátinám /To My Praguers on the Sixtieth Birthday , Galerie Václava Špály, Praha
- 2016 Galerie – Lukáš Jasanský a Martin Polák uvádějí Jana Mertu, Galerie hlavního města Prahy (Městská knihovna), Praha
- 2016 Předkrm, Galerie SVIT, Praha
- 2017 Malíř, Galerie Zdeněk Sklenář, Litomyšl
- 2017 Look, Galerie Martin Janda, Wien
- 2017 Dezert, Galerie SVIT, Praha
- 2018 70 % umělce – 30 % tramvajáka, Galerie Zdeněk Sklenář, Praha
- 2018 My Fault?, Galerie Rüdiger Schöttle, München
- 2018 Návrat, Fait Gallery, Brno
- 2019 Morality, Galerie Dům, Broumov
- 2020 Muzeum, Museum Kampa, Praha
- 2021 Menu, Galerie SVIT, Praha
- 2022 The Volunteer, Galerie Martin Janda, Wien
- 2022 Milý Honzo!, Galerie Zdeněk Sklenář, Praha
- 2022 70 + 70 – Jan Merta + Josef Pleskot, Galerie Zdeněk Sklenář, Praha
- 2022 Neboj se!, Krajská galerie výtvarného umění ve Zlíně, Zlín